# Trojizke (Podilsk)
Trojizke (ukrainisch Троїцьке; russisch Троицкое Troizkoje) ist ein Dorf im Norden der ukrainischen Oblast Odessa mit etwa 2300 Einwohnern (2004).
Das Dorf liegt am Ufer des Tylihul und an der Fernstraße M 05/E 95  28 km südlich vom ehemaligen Rajonzentrum Ljubaschiwka und 143 km nördlich vom Oblastzentrum Odessa.
Am 12. Juni 2020 wurde das Dorf ein Teil der Siedlungsgemeinde Ljubaschiwka; bis dahin bildete es zusammen mit den Dörfern Kateryniwka Perscha (Катеринівка Перша), Kosatschyj Jar (Козачий Яр), Nowotrojizke (Новотроїцьке) und Schajtanka (Шайтанка) die Landratsgemeinde Trojizke (Троїцька сільська рада/Trojizka silska rada) im Süden des Rajons Ljubaschiwka.
Seit dem 17. Juli 2020 ist es ein Teil des Rajons Podilsk.

## Persönlichkeiten
Im Dorf kam am 13. März 1914 die ukrainische Kunstmalerin Dina Frumina (ukr. Діна Михайлівна Фруміна; † 30. Juli 2005 in Odessa) zur Welt.